# Teoria de l'espai defensable
La teoria de l'espai defensable (anglès: defensible space theory) és un conjunt d'idees entorn de la prevenció de delictes i la seguretat urbana postulades per l'arquitecte i urbanista nord-americà Oscar Newman. Els seus inicis es troben a començaments de la dècada del 1970, amb l'aparició del primer llibre de Newman sobre aquest tema: Defensible Space, de 1972. L'obra conté una anàlisi de la ciutat de Nova York que demostra la prevalència de la criminalitat en blocs d'apartaments elevats, alhora que dona dades de criminalitat menor en edificis més baixos. Segons l'estudi de Newman, aquest fet prové de la manca de control i responsabilitat personal en un àmbit ocupat per tantes persones. En el llibre Newman se centra en l'exposició de les seves idees de control social, prevenció de delictes i salut pública en relació al disseny d'espais comunitaris.

## Teoria
En l'obra de Newman Design Guidelines for Creating Defensible Space ("Guies generals de disseny per crear un espai defensable"), l'espai defensable del títol és "un terme emprat per descriure un entorn habitable les característiques físiques del qual —traçat constructiu i planificació del lloc— funcionen de manera que els mateixos habitants puguin esdevenir agents clau per dur a terme les funcions de seguretat." Segons l'autor una construcció residencial només pot ser "defensable" si els seus residents pretenen adaptar-se a aquest paper, definit a través d'un bon disseny. "Per tant, l'espai defensable és un fenomen sociofísic", ja que segons aquesta concepció tant els elements socials com la disposició de l'espai són parts d'un espai defensable.
La teoria conclou que una zona és més segura quan els seus habitants tenen un sentit de pertinença i responsabilitat per la seva comunitat. Newman pressuposa que "el delinqüent és aïllat perquè es queda sense territori propi" en el cas d'una àrea que pertany a una comunitat que se'n fa càrrec de manera responsable. La seva tesi és que la criminalitat i la delinqüència es poden controlar i mitigar a través del disseny de l'espai.
Hi ha quatre factors que converteixen un espai en defensable:
- Territorialitat – la idea que la llar és "sagrada"
- Vigilància natural – l'enllaç entre les característiques físiques d'un espai i la capacitat dels seus habitants per adonar-se de què hi està passant
- Imatge – la capacitat del disseny físic per proveir al lloc d'una sensació de seguretat
- Entorn – o d'altres factors que poden afectar la seguretat, com poden ser la proximitat a una comissaria de policia o una àrea d'intensa activitat comercial

El concepte d'espai defensable és polèmic i ha estat discutit. Un experiment a Hartford (Connecticut) dut a terme entre 1979 i 1982 pel Departament de Justícia dels Estats Units consistí a tancar carrers i assignar grups policials a un barri, planejant noves construccions de protecció oficial amb la idea d'accés limitat a la ciutat. El resultat va ser que els nivells de criminalitat de Hartford no descendiren de manera significativa. En contrast, un estudi sobre la ciutat de Saint Louis (Missouri) mostra nivells de criminalitat molt inferiors en espais privats. La conclusió fou que a Saint Louis (Missouri) la gent havia desenvolupat incentives per defendre espontàniament els seus espais defensables. Els seus habitants estaven acostumats a demanar a persones no benvingudes que se n'anessin del lloc o del carrer, perquè segons l'estudi hi havia un sentiment de pertinença col·lectiva. En zones públiques, en canvi, no es pot actuar legalment contra algú que no ha comès un delicte.

## Propòsit
El propòsit dels espais físics defensats per Newman és el de crear un sentiment de territorialitat entre els membres de la comunitat que asseguri un entorn segur per aquells que se'n preocupen. L'espai defensable funciona a través d'una jerarquia d'espais habitables i comunitaris. Segons aquesta teoria, els edificis que evoquen territorialitat són "els elements dissuassius més poderosos contra l'activitat criminal i el vandalisme". Els habitatges s'haurien doncs d'agrupar en una disposició que benefici mútuament a tots els seus ocupants. Per tal d'impedir la delinqüència, els espais s'haurien d'organitzar segons la seva funció, les vies d'accés definides segons el moviment i les zones exteriors s'haurien de juxtaposar amb cases, mentre que els espais interns haurien de permetre vigilància visual de l'exterior.
Newman postula que un bon disseny no només hauria de permetre a la gent atrevir-se a actuar en el seu entorn, sinó que els hauria de fer sentir l'obligació de fer-ho. Un intrús ha de poder veure l'existència d'una comunitat atenta. Els delinqüents potencials serien conscients que les seves accions poden ser qüestionades pels llogaters. Aquest tipus de mesures estan especialment dissenyades per a zones que no es poden permetre vigilància o seguretat professionals.
La teoria de l'espai defensable es pot aplicar a qualsevol tipus d'entorn planificat, siguin zones residencials de baixa densitat fins a edificis alts. La clau és el desenvolupament d'una àrea comuna on els ocupants puguin "estendre l'esfera de les seves llars i de la seva responsabilitat assumida". Les zones de circulació i entrada són aspectes importants d'un disseny defensable. Els seus habitants han de sentir la necessitat d'incorporar aquestes actituds de protecció als espais que enllacen habitatges i carrers. Els punts de contacte entre la propietat privada i l'espai comunitari s'han de dissenyar de la mateixa manera.
El propòsit de Newman en els seus principis d'espai defensable és el de proporcionar als ocupants el control comunitari dels espais públics que prèviament havien considerat fora del seu abast. La idea és que els seus habitants s'han de responsabilitzar tant per la seva zona com per protegir-la de la mateixa forma que la seva propietat privada.

## En l'actualitat i crítiques al model de Newman
La teoria de l'espai defensable d'Oscar Newman fou molt popular des de la seva aparició fins a la dècada del 1980. Algunes de les seves idees bàsiques segueixen mantenint la seva vigència entre urbanistes i polítics, i en disseny arquitectònic. Els seus principis formen la base de la política del Regne Unit coneguda com a Secured by Design (SBD segons les seves inicials), iniciativa que gaudeix del suport de la policia britànica i administrada per l'Association of Chief Police Officers. Anna Minton i el think tank britànic New Economics Foundation han extret conclusions negatives de l'impacte de les idees de Newman en la planificació urbanística, en l'estudi titulat Fortress Britain. Minton descriu aquestes tesis com evasives respecte a tractar els problemes socials, centrant-se en el determinisme de l'espai. "Tant als Estats Units com a Gran Bretanya la idea de l'espai defensable va guanyar popularitat perquè proposava una solució senzilla: en lloc de tractar les complexes relacions socials com les causes subjacents de la criminalitat, l'SBD promou la idea que el disseny d'entorns és la influència més gran en el comportament." Una altra crítica de Minton prové dels interessos privats en l'aplicació d'aquest tipus de polítiques. "Avui en dia, l'SBD es basa en una combinació d'idees de l'espai defensable i l'adquisició de productes de seguretat, amb ampli suport de la indústria de les asseguradores, que dona primes més baixes als edificis dissenyats segons l'SBD." L'autora critica l'ambient "militaritzat" i el fet que les zones generalment marginals on es concentra la màxima criminalitat "ara es caracteritzen per edificis públics, com oficines de districte, construïdes amb nivells de seguretat propis d'una fortalesa."